# Christian Fischer (Jurist)
Christian Fischer (* 1963 in Münster) ist ein deutscher Rechtswissenschaftler.

## Leben
Er studierte Rechtswissenschaften, Politologie, Philosophie und Psychologie. Nach mehrjähriger Tätigkeit als Rechtsanwalt war er wissenschaftlicher Mitarbeiter von Bernd Rüthers an der Universität Konstanz und Karl-Georg Loritz an der Universität Bayreuth. Nach der Promotion 1998 und der Habilitation 2006 ist er seit 2007 Inhaber des Lehrstuhls für Bürgerliches Recht, Arbeitsrecht, Zivilprozessrecht und Rechtstheorie an der Friedrich-Schiller-Universität Jena. Er ist dort zudem Direktor des Abbe-Instituts für Stiftungswesen.
Fischer forscht unter anderem zu den Themen Ausbildungs- und Grundlagenkrise der Rechtswissenschaft, Methode der Praxis, Zivilprozessrecht, Betriebsverfassungsrecht und Tarifrecht.
Er ist verheiratet und hat vier Kinder.

## Schriften (Auswahl)
- Die tarifwidrigen Betriebsvereinbarungen. München 1998, ISBN 3-406-44164-5.
- Topoi verdeckter Rechtsfortbildungen im Zivilrecht. Tübingen 2007, ISBN 3-16-149272-2.
- mit Walter Pauly (Hrsg.): Höchstrichterliche Rechtsprechung in der frühen Bundesrepublik. Tübingen 2015, ISBN 3-16-154032-8.
- mit Bernd Rüthers und Axel Birk: Rechtstheorie und juristische Methodenlehre. München 2020, ISBN 3-406-74015-4.